# Simon Mann
Simon Francis Mann (Aldershot, Inglaterra; 26 de junio de 1952-8 de mayo de 2025) fue un experto de métodos de seguridad, mercenario y oficial del Ejército Británico, con ciudadanía sudafricana. Fue acusado de tramar un golpe de Estado contra el gobierno de Guinea Ecuatorial liderando una fuerza mercenaria en un intento de secuestro o asesinato contra el dictador Teodoro Obiang en la capital, Malabo.

## Biografía
Su padre, George Mann, fue el capitán de la Selección de críquet de Inglaterra a finales de los años 1940 y fue heredero del imperio cervecero Watney Mann que actualmente está incorporado a Diageo, la mayor corporación alcohólica del mundo. El padre de George —el abuelo de Simon—, Frank Mann, también fue capitán del equipo inglés de críquet —en 1922-1923—.
Después de salir de Eton College, Simon Mann entrenó como oficial en la academia de Sandhurst y se unió a los Scots Guards. Más tarde llegó a ser miembro del SAS y fue a Chipre, Alemania, Noruega e Irlanda del Norte antes de dejar ese ramo en 1985. Fue sacado de las reservas para la Guerra del Golfo de 1990-1991.
Después de dejar el SAS en 1985, Mann entró al campo de la seguridad computacional; sin embargo, su interés en esa industria caducó cuando volvió del Golfo y entró en la industria petrolera para trabajar con Tony Buckingham. Buckingham también tuvo una formación militar y había sido un buzo en los campos petroliferos del Mar del Norte antes de ir a una corporación petrolera canadiense. En 1993 las fuerzas angoleñas de la UNITA se apoderaron del puerto de Soyo, cerrando sus pozos de petróleo. El gobierno de José Eduardo dos Santos buscó una fuerza mercenaria para retomar el puerto y pidieron auxilio a Buckingham, que ya tuvo su propia compañía. Buckingham contrató a una organización sudafricana Executive Outcomes, y Mann y Buckingham se enredaron en las actividades mercenarias de Executive Outcomes.
En 1996, Mann se estableció en Sandline International junto con Tim Spicer. Sandline funcionaba mayoritariamente en Angola y Sierra Leona pero en 1997 recibió un encargo del gobierno de Papúa Nueva Guinea para aplastar un levantamiento en la isla de Bougainville y la corporación adquirió el reconocimiento mundial.
En 2002 Granada Televisión, una cadena televisiva privada del norte de Inglaterra, le pidió a Mann que representara al coronel Wilford del Regimiento Paracaidista en su dramatización de los eventos del Domingo Sangriento. Esta es su única participación como actor hasta la fecha.
Sandline International fue cerrada el 16 de abril de 2004.
El 7 de marzo de 2004 Simon Mann y 69 otros hombres fueron detenidos en Zimbabue cuando su Boeing 727 fue tomado por fuerzas del Estado durante una escala en Harare, donde se suponía que iban a recibir 100 000 libras en armas y equipaje. Los hombres fueron acusados de violar las leyes de inmigración, control de armas y seguridad y estar involucrados en un intento de golpe de Estado en Guinea Ecuatorial. Mientras tanto 8 hombres acusados de ser mercenarios, uno de los cuales murió más tarde en prisión, fueron detenidos en Guinea Ecuatorial en conexión con la supuesta conspiración. Mann y los demás dijeron que no se dirigían a Guinea, sino al Congo para trabajar como guardias de seguridad en una mina de diamantes. Mann y sus colegas fueron juzgados en Zimbabue y el 27 de agosto de ese año, Mann fue declarado culpable de tratar de comprar armas para un supuesto complot golpista y condenado a 7 años de cárcel en la Prisión Playa Negra. 66 de los demás hombres fueron exculpados.
El 25 de agosto, Mark Thatcher, el hijo de la ex primera ministra del Reino Unido Margaret Thatcher, fue detenido en su hogar en Ciudad del Cabo. Fue encontrado culpable —bajo un acuerdo con el fiscal— de proveer apoyo financiero al complot de manera negligente. 
Lo que dijo la CNN el 25 de agosto, sobre el juicio a la «vanguardia mercenaria» de 14 hombres en Guinea Ecuatorial:

El acusado Nick du Toit ha dicho que fue presentado a Thatcher en Sudáfrica en el 2003 por Simon Mann, el líder de 70 hombres detenidos en Zimbabwe en marzo sospechosos de ser un grupo de mercenarios con rumbo a Guinea Ecuatorial.
CNN

La BBC dijo en un artículo titulado «Q&A: Equatorial Guinea coup plot»:

El programa Newsnight de la BBC examinó los archivos financiales de las corporaciones de Simon Mann, y encontró grandes pagos a Nick du Toit y también unos 2 millones de dólares añadidos —aunque dicen que la fuente de esos fondos es básicamente inrastreable—.
BBC

La BBC dijo el 10 de septiembre de 2004 que en Zimbabue:

Simon Mann, el líder británico de un grupo de 67 supuestos mercenarios acusado de tramar un golpe en Guinea Ecuatorial, ha recibido una pena de 7 años de cárcel... Los otros pasajeros recibieron 12 meses de cárcel por violar las leyes de inmigración mientras que los 2 pilotos recibieron 16 meses... La corte también mandó la incautación del Boeing 727 de Mann —con un valor de 3 millones de dólares— y 180 000 dólares en efectivo encontrado a bordo.
BBC

El 2 de noviembre de 2009, por razones humanitarias, fue liberado de prisión por un indulto presidencial.
En 2017 se dio a conocer que Mann había sido contratado en 2011 por el propio Teodoro Obiang para controlar a la oposición. También acudió como testigo en el juicio de Teodoro Nguema Obiang Mangue, siendo presentado por la defensa del acusado.